# Kenneth MacMillan
Ne doit pas être confondu avec l'acteur américain Kenneth McMillan
Sir Kenneth MacMillan, né le 11 décembre 1929 à Dunfermline et mort le 29 octobre 1992 à Londres, est un danseur, chorégraphe et directeur de ballet britannique.

## Biographie
Kenneth MacMillan naît le 11 décembre 1929 à Dunfermline.
Entré à l'école de la Sadler's Wells, il est recruté en 1946 par Ninette de Valois pour faire partie de la compagnie. Souffrant d'un important trac, il se tourne vers la chorégraphie avec une première création, Somnambulism, réalisée en 1953 dans le cadre d'un atelier. Ses aptitudes en tant que chorégraphe sont véritablement révélées en 1955 avec son premier ballet, Danses concertantes (en), produit pour le Sadler’s Wells Theatre Ballet sur un livret de Stravinsky, avec une scénographie de Nicholas Georgiadis (en). 
En 1965, il est nommé par le Royal Ballet en tant que chorégraphe attitré, puis directeur artistique en 1970. Il démissionne en 1977 pour pouvoir se consacrer à son travail de chorégraphe. 
Kenneth MacMillan est connu pour ses longs ballets narratifs (en) comme Romeo and Juliet (en), Anastasia, L'Histoire de Manon, Pavane et Mayerling, mais également pour ses ballets abstraits tels que Elite Syncopations (en), Song of the Earth (en) et Gloria (en).
Il est anobli en 1983 au rang de Knight Bachelor, ce qui lui octroie le titre de Sir. 
Il meurt à Londres le 29 octobre 1992.

## Chorégraphies
- 1953 : Somnambulism
- 1953 : Fragment
- 1954 : Punch and the Child
- 1954 : Laiderette
- 1954 : Steps into Ballet
- 1955 : Danses concertantes (en)
- 1955 : House of Birds
- 1955 : Turned Out Proud
- 1955 : Tannhäuser
- 1956 : Noctambules (en)
- 1956 : Solitaire (en)
- 1956 : Fireworks pas de deux
- 1956 : Valse excentrique
- 1957 : Winter's Eve
- 1957 : Journey
- 1958 : The Burrow
- 1959 : The World of Paul Slickey (en)
- 1959 : Agon
- 1959 : Expresso Bongo
- 1960 : Le Baiser de la fée
- 1960 : The Invitation (en)
- 1961 : Orpheus
- 1961 : The Seven Deadly Sins
- 1961 : Diversions
- 1962 : The Rite of Spring (en)
- 1962 : Dance Suite
- 1962 : Fantasia in C minor
- 1963 : Symphony
- 1963 : Las Hermanas (en)
- 1963 : Dark Descent
- 1964 : La Création du monde
- 1964 : Divertimento
- 1964 : Images of Love
- 1964 : Romeo and Juliet (en)
- 1965 : Song of the Earth (en)
- 1965 : Albertine
- 1966 : Valses nobles et sentimentales
- 1966 : Concerto (en)
- 1966 : Anastasia (en) (version en un acte)
- 1968 : Olympiade
- 1968 : The Sphinx
- 1968 : Cain and Abel
- 1969 : Le Lac des cygnes
- 1970 : Miss Julie
- 1970 : Checkpoint
- 1971 : Anastasia (en) (version en trois actes)
- 1972 : Triad
- 1972 : Ballade
- 1972 : Side Show
- 1972 : The Poltroon
- 1973 : La Belle au bois dormant
- 1973 : Pavane
- 1973 : Seven Deadly Sins
- 1974 : L'histoire de Manon
- 1974 : Untitled pas de deux
- 1974 : Elite Syncopations (en)
- 1975 : The Four Seasons
- 1975 : Rituals
- 1976 : Requiem (en)
- 1976 : Feux Follets
- 1977 : Gloriana
- 1978 : Mayerling
- 1978 : My Brother, My Sisters (en)
- 1978 : 6.6.78
- 1978 : Métaboles
- 1979 : La Fin du jour
- 1979 : Playground
- 1979 : Gloria (en)
- 1980 : Waterfalls
- 1981 : Isadora (en)
- 1981 : Wild Boy
- 1981 : A Lot of Happiness
- 1982 : Verdi Variations
- 1982 : Quartet
- 1982 : Orpheus
- 1983 : Valley of Shadows (en)
- 1984 : Different Drummer (en)
- 1984 : Seven Deadly Sins
- 1984 : Tannhäuser (Venusberg)
- 1985 : Three Solos
- 1986 : Requiem
- 1986 : Le Baiser de la fée
- 1987 : La Belle au bois dormant
- 1988 : Sea of Troubles
- 1988 : Soirées musicales
- 1989 : The Prince of the Pagodas (en)
- 1991 : Winter Dreams (en)
- 1991 : Gala pas de deux
- 1992 : The Judas Tree (en)
- 1992 : Carousel